# Wildtiermanagement

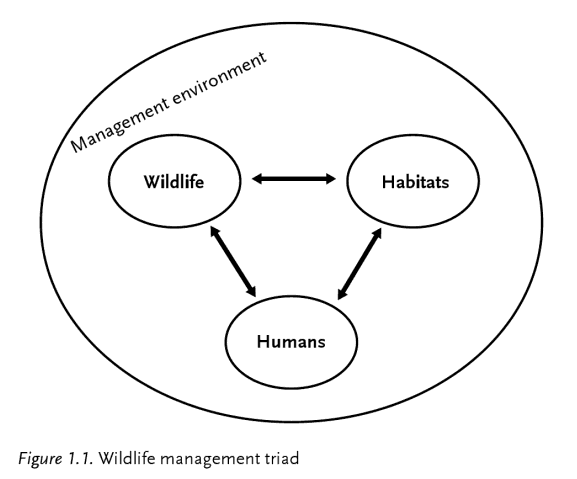
Triade des Wildtiermanagement nach Decker et al. (2001) Human Dimensions of Wildlife Management.

Wildtiermanagement (Lehnübersetzung des englischen Begriffs wildlife management) bezeichnet den Steuerungsprozess, um Interaktionen unter und zwischen Wildtieren, deren Lebensräumen und Menschen entsprechend definierter Ziele zu beeinflussen. Tätigkeitsbereiche des Wildtiermanagement überschneiden sich unter anderem mit  Landschafts-, Arten- und Naturschutz, Jagd und Forstwirtschaft, Schutzgebietsmanagement und Raumplanung. Der Interessensfokus des Wildtiermanagement liegt oftmals auf (Jagd-)Wild und anderen Arten, die für die menschliche Nutzung relevant sind oder im Konflikt mit menschlichen Interessen stehen. Teilbereiche des Wildtiermanagements lassen sich durch den thematischen Fokus (z. B. das Prädationsmanagement) oder anhand der betroffenen Arten (z. B. das Bibermanagement und Wolfsmanagement) identifizieren.
Als Begründer des Wildtiermanagements als wissenschaftlicher Disziplin gilt gemeinhin Aldo Leopold, der 1933 an der University of Wisconsin-Madison Inhaber des ersten Lehrstuhls für Wildtiermanagement (wildlife management) wurde.

## Aufgabengebiet
Im Wildtiermanagement greifen viele Disziplinen ineinander. Wesentliche Aufgaben von Wildtiermanagern sind Ermittlung von Populationsdaten, Erhalt und Erforschung von Lebensräumen sowie die Wiederansiedlung von verdrängten oder in der Region ausgestorbenen Arten. Damit verbunden sind forstökologische, geologische, politische und wirtschaftliche Themenfelder ebenso wie fischbiologische/-ökologische und fischereiwirtschaftliche Belange.
Es ist wichtig, auch wirtschaftliche und politische Zusammenhänge zu verstehen, um den komplexen Bereich des Wildtiermanagements zu überblicken und die politisch wichtigen Schritte planen zu können. Wiederansiedlung von Wildtieren ist häufig begleitet von großer Skepsis und auch Angst der Bewohner einer entsprechenden Region. Das bedeutet für den Wildtiermanager, dass er psychologisches Einfühlungsvermögen benötigt, um den neuen Lebensraum für Tiere erschließen zu können. Organisation von Aufklärung aller betroffenen Menschen ist hier wichtig.
Die Einschätzung der Umgebung vor einer Umsiedlung ist sehr wichtig. Fehlen wesentliche Elemente, die es einer Art ermöglichen zu überleben, kann das Projekt scheitern. Sind die entsprechende Mittel vorhanden, kann es zur Aufgabe des Wildtiermanagers gehören, die Umgebung entsprechend anzupassen beziehungsweise die Anpassung zu organisieren.

### Studium
Ein weltweit einheitliches Verständnis über den konkreten Aufgabenbereich und die Vermittlung dieses Wissens im Hochschul-Studium gibt es nicht. So enthält der Studiengang Wildlife Management an der Van Hall Larenstein University of Applied Sciences auch Elemente aus dem Bereich Zoo. Aufgrund der vielen Elemente ist der Studiengang Wildtierökologie und Wildtiermanagement an der Universität für Bodenkultur Wien als interdisziplinäres Studium angelegt.
In z. B. Südafrika und Namibia gibt es zahlreiche Ausbildungs- und Studienmöglichkeiten im Bereich des Wildlife oder Game bzw. Game Ranch Management. Unter anderem bieten in Südafrika die Universität Pretoria und das private Southern African Wildlife College solche Studiengänge an. In Namibia kann Wildtiermanagement an der Universität von Namibia studiert werden.

### Beruf und Praxis
In den USA ist der Beruf des Wildtiermanagers unter der Bezeichnung wildlife manager häufig. In Deutschland sind Stellen mit dieser Bezeichnung äußerst selten. Am praktischen Wildtiermanagement beteiligen sich hier neben den Bundes- und Landesbehörden vor allem Ranger, Wildhüter, Jäger und aktive Naturschützer sowie häufig Förster.